# JBC Portugal
A JBC Portugal foi uma editora subsidiária da Editora JBC, voltada para a publicação de mangas em Português europeu para Portugal.

## História
Em 2006, começaram as primeiras pesquisas do mercado nacional de BD da editora.
De 2007 a 2010, estiveram presentes as edições brasileiras de alguns mangas em Portugal.
Em 2016, o mercado começou a prosperar e a apontar novos rumos para a editora.
Em 2017, surge o primeiro registo da editora, em Portugal, e as primeiras parcerias comerciais.
Foi inaugurada, oficialmente, em junho de 2018, presidida por Júlio Moreno, com produções, traduções e edições 100% nacionais, pelo editor renomeado André Oliveira, e com o objetivo de colocar Portugal no mercado mundial de manga, como fizeram com o Brasil, que hoje é o quarto maior mercado mundial, apenas atrás dos Estados Unidos, França e Alemanha, planeia Júlio Moreno.
Começou a publicar oficialmente em 16 de julho de 2018, com a publicação do manga The Ghost in the Shell, numa edição de luxo semelhante à brasileira, mas em Português europeu.
Em agosto anuncia o lançamento do seu 2.º manga, o 1.º volume de Ataque dos Titãs, lançado em setembro na Comic Con Portugal 2018 (onde marcou presença), ainda incluindo uma entrevista exclusiva do autor como bónus no manga.
Em outubro marca presença no Iberanime OPO 2018, no Porto, para dar a conhecer ao público ''Do Japão para Portugal, como licenciar e adaptar um manga'', e ainda o anúncio de uma nova obra para lançamento breve; Veio a descobrir-se que a nova obra era, num lançamento one-shot, O Cão Que Guarda as Estrelas. Ainda em outubro, André Oliveira, marca presença no Fórum Fantástico, para falar da sua experiência como autor de BD e adaptador de mangas.
A 25 de outubro deu a conhecer a capa do 2.º volume de Ataque dos Titãs, citando que esta já foi aprovada no Japão e encontrava-se na gráfica.
As obras lançadas até novembro, incluindo a publicação oficial do 2.º volume de Ataque dos Titãs, marcaram presença no Amadora BD 2018, nos stands da Dr Kartoon e Kingpin Books.
A 2 de dezembro de 2018, anuncia o lançamento do manga Akira, que já tinha sido lançado pela Meribérica em Portugal, entre 1998 e 2004, mas em formato ocidental, e a 11 de dezembro anuncia a data de 15 de dezembro para o lançamento do 1.º volume de Akira.
Depois de não editar nada durante quase 8 meses, devido à crise da editora do Brasil que também afetou a de Portugal, Júlio Moreno anunciou que a distribuição das suas obras ficarão encarregues pela Dinalivro, o volume 3 de Ataque dos Titãs já foi aprovado no Japão, O Outro Cão que Guarda as Estrelas em breve, e lançamentos de 160 edições diferentes de mangás em formato e-book e em Português do Brasil e ainda do lançamento simultâneo com o Japão de The Seven Deadly Sins e Eden's Zero também em Português do Brasil. Após as declarações de Júlio Moreno a JBC Portugal não voltou a publicar mais nenhum livro e foi, aparentemente, extinta com a reestruturação da JBC do Brasil.

## Lançamentos

### 2018
| Dia Lançado | Mês lançado | Obra                         | Autor(a)         | Volume       | ISBN                   |
| ----------- | ----------- | ---------------------------- | ---------------- | ------------ | ---------------------- |
| 20          | Junho       | The Ghost in the Shell       | Masamune Shirow  | Volume Único | ISBN 978-989-541-330-0 |
| 06          | Setembro    | Ataque dos Titãs - Vol. 1    | Hajime Isayama   | 01.º volume  | ISBN 978-989-541-332-4 |
| 10          | Outubro     | O Cão Que Guarda as Estrelas | Takashi Murakami | Volume Único | ISBN 978-989-541-331-7 |
| 09          | Novembro    | Ataque dos Titãs - Vol. 2    | Hajime Isayama   | 02.º volume  | ISBN 978-989-541-333-1 |
| 15          | Dezembro    | Akira - Vol. 1               | Katsuhiro Otomo  | 01.º volume  | ISBN 978-989-541-335-5 |

### 2019
| Dia Lançado | Mês lançado | Obra                      | Autor(a)       | Volume      | ISBN                   |
| ----------- | ----------- | ------------------------- | -------------- | ----------- | ---------------------- |
| 12          | Setembro    | Ataque dos Titãs - Vol. 3 | Hajime Isayama | 03.º volume | ISBN 978-989-541-334-8 |

### Síntese
| Ano de Começo | Ano de Começo | Obra                         | Autor(a)         | Volumes Originais | Volumes Nacionais | Editora Original | Estado   | Estado    | Ano de Término | Ano de Término |
| Original      | Nacional      | Obra                         | Autor(a)         | Volumes Originais | Volumes Nacionais | Editora Original | Original | Nacional  | Original       | Nacional       |
| ------------- | ------------- | ---------------------------- | ---------------- | ----------------- | ----------------- | ---------------- | -------- | --------- | -------------- | -------------- |
| 1982          | 2018          | Akira                        | Katsuhiro Otomo  | 6                 | 1                 | Kodansha         | Completo | Cancelado | 1990           | -              |
| 2008          | 2018          | O Cão Que Guarda as Estrelas | Takashi Murakami | 1                 | 1                 | Futabasha        | Completo | Completo  | 2008           | 2018           |
| 2009          | 2018          | Ataque dos Titãs             | Hajime Isayama   | 34                | 3                 | Kodansha         | Completo | Cancelado | 2021           | -              |
| 1989          | 2018          | The Ghost in the Shell       | Masamune Shirow  | 1                 | 1                 | Kodansha         | Completo | Completo  | 1991           | 2018           |

## Ligações Externas
- «Sítio oficial»

- JBC Portugal no Facebook

- JBC Portugal no X

- JBC Portugal no Instagram